# Yi Hwang
Det här är en artikel om en person med koreanskt personnamn; Yi är familjenamnet.
Yi Hwang, född 1501 i Andong, död 1570, var tillsammans med Yi I en av de två mest lärda koreanska konfucianisterna under Joseondynastin. Han var starkt influerad av Zhu Xis neokonfucianska doktrin som han modifierade efter koreanska förhållanden och satte upp Dosan Seowon, en privat konfuciansk akademi.
Han anses vara den viktigaste filosofen i Korea - han är hedrad genom ha sitt porträtt på den (oftast använda) 1000 Won-sedeln, på baksidan av vilken man kan se en bild av hans skola. Hans tolkning av nykonfucianismen var inflytelserik inte bara i Korea, utan också i Japan, Taiwan och Vietnam, och studeras nu även på Kinas fastland. Hans huvudverk, Ten Diagrams on Sage Learning, som ursprungligen publicerades på klassisk kinesiska, har redan översatts till modern koreanska, japanska, vietnamesiska, engelska, franska, tyska, ryska och polska. 

## Levnad
Yi Hwang föddes i Ongye-ri, Andong, norra Gyeongsang-provinsen, 1501. Han tillhörde Jinbo Yi-klanen och var den yngste sonen bland åtta barn. Han var ett underbarn, han lärde sig Analekterna av Konfucius av sin farbror vid tolv års ålder och beundrade Tao Yuanmings poesi och började skriva poesi. Hans dikt Yadang (hangul: 야당, hanja: 野塘, "Dammen i det vilda"), skriven vid arton års ålder, anses vara ett av hans huvudverk. Runt tjugoårsåldern fördjupade han sig i studiet av I Ching och Nykonfucianism.
Han kom till Söul (då känd som Hanseong) när han var 23 år gammal och gick in i den nationella akademin Sungkyunkwan 1523. År 1527 klarade han preliminära prov för att bli regeringstjänsteman, men återinträdde i Sungkyunkwan vid 33 års ålder och umgicks med forskaren Kim In-hu. Han klarade civiltjänstexamen med högsta utmärkelse 1534 och fortsatte sina vetenskapliga sysselsättningar samtidigt som han arbetade för regeringen. Han återvände till sitt barndomshem vid sin mors död vid 37 års ålder och sörjde henne i 3 år. Han utsågs till olika befattningar från 39 års ålder och innehade ibland flera befattningar inklusive hemlig kunglig inspektör eller Amhaengeosa (Hangul: 암행어사, hanja: 暗行御史), 1542. Hans integritet gjorde honom obeveklig när han deltog i utrensningar av korrupta regeringstjänstemän. Vid ett flertal tillfällen förvisades han till och med från huvudstaden för sitt fasta principiella engagemang.
Yi Hwang blev desillusionerad av maktkampen och oenigheten i det kungliga hovet under de senare åren av kung Jungjongs regeringstid och lämnade sitt politiska ämbete. Han togs dock kontinuerligt ut från pensioneringen och innehade flera befattningar borta från det kungliga hovet och på landsbygden. Han var guvernör i Danyang vid 48 och senare guvernör i Punggi. Under sina dagar i Punggi utvecklade och förbättrade han den privata nykonfucianska akademin Baekundong Seowon som grundades av hans föregångare Ju Se-bung.
Han kallades Daesaseong (대사성, huvudinstruktör) i Sungkyunkwan 1552 men tackade nej till andra framstående ämbeten senare. År 1560 etablerade han Dosan Seodang och fördjupade sig i meditation, studier och undervisning av sina lärjungar. Kung Myeongjong försökte locka honom tillbaka till ett politiskt ämbete, men han var orubblig i sin hängivenhet att studera. Han återvände slutligen till det kungliga hovet vid 67 års ålder på kungens begäran när sändebud från Mingdynastin kom till Seoul. När kung Myeongjong plötsligt dog, utsåg hans efterträdare kung Seonjo Yi Hwang till Yejo panseo (hangul: 예조판서, hanja: 禮曹判書, minister för riter) men han avböjde och återvände till sitt hem igen.
Men kungen kallade kontinuerligt tillbaka Yi Hwang och kunde inte vägra längre, han återupptog ämbetet vid 68 års ålder och skrev många rådgivande dokument inklusive Seonghak sipdo (hangul: 성학십도, hanja: 聖學十圖, "Tio diagram om visinlärning"). Han höll också föreläsningar från Songdynastins Konfucianska forskare Cheng Yi och Cheng Hao, Jag Ching, Analekter och Zhang Zai i kunglig närvaro. Han drog sig slutligen i pension vid 70 års ålder och dog 1570.
Under fyrtio år av offentligt liv tjänade han fyra kungar (Jungjong, Injong,Myeongjong och Seonjo).Vid sin död befordrades Yi Hwang postumt till den högsta ministerrangen och hans grav var inrymd i en konfuciansk helgedom samt i kung Seonjos helgedom. Hans lärjungar och anhängare omorganiserade Dosan seodang till Dosan Seowon 1574.